# Nani
Luís Carlos Almeida da Cunha (Praia, 17. studenog 1986.), poznatiji kao Nani, bivši je portugalski nogometaš. 

## Životopis
Nani je u ranom djetinjstvu, emigrirao s obitelji iz Zelenortske Republike u Portugal. Odrastao je u predgrađu Lisabona, gdje je započeo nogometnu karijeru u Sportingu.
U Sportingu je debitirao 2005. godine. Već nakon dvije sezone, nakon odličnih nastupa, prelazi u Manchester United za 17 milijuna funti, te potpisuje petogodišnji ugovor. Za crvene vragove je debitirao 5. kolovoza u utakmici Charity Shielda protiv Chelsea.
Nakon što je u svojoj posljednjoj sezoni u Manchesteru odigrao jednu ligašku utakmicu za taj klub, Nani je sezonu kasnije otišao na posudbu. U Sportingu je odigrao 27 natjecateljskih utakmica. 
U srpnju 2015. odlazi iz Manchestera nakon devet godina. Taj mjesec potpisuje za turski klub Fenerbahçe S.K. U Istanbulu je potpisao ugovor na tri godine. U turskoj ligi je prvi put zaigrao 14. kolovoza 2015. protiv Eskişehirspora.
Portugalski nogometni izbornik objavio je u svibnju 2016. popis za nastup na Europskom prvenstvu u Francuskoj, na kojem se nalazio Nani. U svim utakmicama na Europskom prvenstvu je Nani započeo u prvih jedanaest. U prvoj grupnoj utakmici protiv Islanda je Nani zabio prvi pogodak Portugala na tom natjecanje te 600. gol u povijesti Europskog prvenstva. U zadnjoj utakmici u skupini F zabio je drugi pogodak utakmice protiv Mađara, gdje je na Parc Olympique Lyonnaisu ostalo neriješeno sa šest golova. U osmini finala je Portugalac odigrao svoju stotu utakmicu za reprezentaciju protiv Hrvatske.
U srpnju 2016. godine je Nani prešao u Valenciju, gdje je potpisao trogodišnji ugovor. Krajem kolovoza 2017. posuđen je rimskom Laziju na godinu dana.
U srpnju 2018. godine Nani se vratio u 'svoj' Sporting CP. gdje je odigrao jednu sezonu. Kao slobodan igrač Portugalac se je pridružio američkom Orlandu Cityju u ožujku 2019. godine.

## Priznanja

### Klupska

#### Sporting
- Taça de Portugal: 2006./07., 2014./15., 2018./19.
- Taça da Liga: 2018./19.

#### Manchester United
- FA Premier liga: 2007./08., 2008./09., 2010./11., 2012./13.
- UEFA Liga prvaka: 2008.
- FA Community Shield:  2007., 2008., 2010., 2011.
- Engleski Liga kup: 2009.
- FIFA Svjetsko klupsko prvenstvo: 2008.

### Reprezentativna

#### Portugal
- Europsko prvenstvo: 2016.

## Vanjske poveznice
- Profil na ManUtd.com